# Liste der ausländischen Militärbasen in Dschibuti
Die Liste der Militärbasen in Dschibuti listet ausländische Militärniederlassungen im ostafrikanischen Staat Dschibuti.
Dschibuti liegt militärstrategisch interessant zwischen den Krisengebieten Somalia, Jemen und Eritrea, gilt selbst aber als politisch stabil. Meerseitig liegt Dschibuti am Bab al-Mandab, der den Golf von Aden vom Roten Meer trennt. Von hier aus kann die Zufahrt zum Suezkanal kontrolliert werden.

## Liste
- Die USA betreiben eine Basis, siehe Camp Lemonnier.
- Die VR China betreibt seit 2017[1] die Chinesische Militärbasis in Dschibuti in der Nähe von Balbala.[2]
- Deutschland unterhielt bis 2021 mit der Verbindungs- und Unterstützungsgruppe der Bundeswehr eine kleine logistische Basis in Dschibuti.
- Frankreich betreibt eine Basis in Dschibuti, siehe Base aérienne 188 Djibouti „Colonel Massart“
- Italien betreibt eine Basis in Dschibuti, siehe Base Militare Italiana di Supporto.[3]
- Japan betreibt eine Basis in Dschibuti, siehe Japan Self-Defense Force Base Djibouti.